# Gatari Air Service
Gatari Air Service ist eine indonesische Charterfluggesellschaft, die 1983 ihren Flugbetrieb aufnahm. Die Fluggesellschaft war Mitte und Ende der 1980er Jahre erfolgreich, hat sich aber seitdem nach der Rückzahlung mehrerer Schulden und der Beschlagnahme mehrerer Flugzeuge verkleinert. 

## Geschichte
Gatari wurde 1983 mit sechs Bell 412 Hubschraubern gegründet; 80 Prozent des Unternehmens gehörten Tommy Suharto, die restlichen 20 Prozent Bob Hasan. Das Unternehmen war Teil der Humpuss-Gruppe. Die Charterübernahme kostete 100 Millionen Rp. Der größte Teil seiner Kundschaft stammte aus der Ölindustrie und die meisten seiner Piloten und Mechaniker waren Nicht-Indonesier. Nach dem Ölboom 1985 stiegen die Unternehmensgewinne stark an und erreichten 1985 einen Höchststand von 17 Millionen US-Dollar, bevor sie 1986 auf 13 Millionen US-Dollar fielen. 1988 übertrafen sie sieben weitere lokale Charteragenturen, indem sie Piloten in der Niederlassung Freeport-McMoRan in Papua ausbildeten und die indonesische Luftwaffe bei ihren Übungen unterstützten. 
Aufgrund dieser sinkenden Gewinne diversifizierte sich Gatari, um gecharterte Flüge für Touristen und die Holzindustrie in ganz Indonesien, einschließlich in Sulawesi, Java und Borneo, einzubeziehen. Sie begannen auch, mehr indonesische Piloten und Wartungsmannschaften einzustellen. Bis 1990 verfügten sie über insgesamt 38 Flugzeuge, hauptsächlich Hubschrauber und 1991 erwarben sie eine Bombardier 601-3A für 17 Millionen US-Dollar. Das Unternehmen besaß schließlich drei Boeing 747, die jedoch 1999 verkauft wurden, um eine Schuld zurückzuzahlen. 
1992 schloss das Unternehmen einen Fünfjahresvertrag mit dem Ministerium für Forstwirtschaft und Plantagen und unterhielt zwölf Hubschrauber für das Ministerium, die 1999 zurückgegeben werden sollen. Seit Mai 2000 begann die Generalstaatsanwaltschaft unter Marzuki Darusman, mögliche missliche Beziehungen zwischen dem Ministerium und Gatari zu untersuchen, was Sudjono Suryo vom Ministerium und den Präsidenten des Direktors Kabul Riswanto von Gatari implizierte. Der Fall betraf Betrug in Höhe von 23,3 Mrd. Rp und den Missbrauch öffentlicher Mittel; Gatari argumentierte, dass das Ministerium seinen Teil der Vereinbarung nicht gehalten und dem Unternehmen finanzielle Verluste zugefügt habe. Im Oktober 2000 beschlagnahmte die Generalstaatsanwaltschaft drei Hubschrauber der Firma, von denen zwei in einem zu schlechten Zustand waren, um zu fliegen.
Im Jahr 2002 war Gatari eine von mehreren Helikopter-Charteragenturen in Jakarta, die 2250 US-Dollar pro Stunde verlangten. Die Zahl der Piloten hat seitdem abgenommen, und seit 2007 verfügt Gatari über eine Fünferflotte mit zwei indonesischen Piloten.

## Flotte
- 1 ATR 42-500
- 2 Bell 212
- 1 MBB/Kawasaki BK 117
- 2 Fokker F28-4000